# Ланнамен, Соня
Соня Ланнамен (англ. Sonia May Lannaman(-Garmston), род. 24 марта 1956, Бирмингем, Уорикшир) — британская легкоатлетка (бег на короткие дистанции, эстафетный бег), призёр чемпионатов Европы, победительница и призёр розыгрышей Кубка мира, бронзовый призёр летних Олимпийских игр 1980 года в Москве, участница трёх Олимпиад.

## Карьера
На летней Олимпиаде 1972 года в Мюнхене Ланнамен выступала в беге на 100 метров и выбыла из борьбы на стадии предварительных забегов.
На следующей Олимпиаде 1976 года в Монреале Ланнамен должна была выступать в беге на 100 и 200 метров, но по каким-то причинам не участвовала в забегах.
На Олимпиаде в Москве Ланнамен выступала в беге на 100 метров, 200 метров и эстафете 4×100 метров. В первой дисциплине Ланнамен выбыла из борьбы на предварительной стадии, а во второй заняла 8-е место. В эстафете сборная Великобритании (за которую кроме Ланнамен выступали также Кэти Смоллвуд-Кук, Хизер Хант и Беверли Годдард) завоевала бронзовые медали (42,43 с), уступив сборным ГДР (41,60 с — мировой рекорд) и СССР (42,10 с).